# Schizothyrium pomi
Schizothyrium pomi är en svampart som först beskrevs av Mont. & Fr., och fick sitt nu gällande namn av Arx 1959. Schizothyrium pomi ingår i släktet Schizothyrium och familjen Schizothyriaceae.  Arten är reproducerande i Sverige. Inga underarter finns listade i Catalogue of Life.